# 変女 〜変な女子高生 甘栗千子〜
『変女 〜変な女子高生 甘栗千子〜』（へんじょ へんなじょしこうせい あまぐりせんこ）は、此ノ木よしるによる日本の漫画。『ヤングアニマルあいらんど』（白泉社）で連載が始まり、のちに『ヤングアニマル』（同社刊）に移籍し、2015年No.6から連載中。
『ヤングアニマル』2019年No.15からはシリーズの別作品として『進撃のえろ子さん 〜変なお姉さんは男子高生と仲良くなりたい〜』（しんげきのえろこさん へんなおねえさんはだんしこうせいとなかよくなりたい）の連載を開始し、両作を不定期に入れ替わり（時に2本立て）で連載している。
また、第1作のスピンオフ作品として『セキララ姫とマイナス王子』が『マンガPark』（同社）にて不定期連載中。
2022年12月時点で、シリーズ累計部数は130万部を記録している。

## あらすじ
就職活動に疲れた高村亮はある日、公園で甘栗千子と出会う。初見で「もの凄くかわいい」と思った高村であったが、千子の堂々とした性的発言に翻弄されるだけで終わる。しかし就職先の「便利屋 甘栗」で2人は予期せぬ再会を果たすことに。
千子は「便利屋 甘栗」の一人娘であり、現役の女子高生。普段から学業だけでなく家業の便利屋を手伝っており、周囲からの評価も高い。見た目は可愛いのに普段から性的な発言を堂々と行う千子に、周囲の亮たちは振り回されることになる。

## 登場人物
声優の記載はドラマCD版のキャスト。
甘栗 千子（あまぐり せんこ）
声 - 衣川里佳
本作の主人公。「便利屋 甘栗」の一人娘で、工業高校に通う女子高生。17歳。
可愛くて胸も大きく、勉強も運動も非常に優秀な完璧少女。特に脚力が凄まじい。一方で雷が怖かったりゴキブリなどの害虫類が苦手など弱点もある。才能が優れていると思われているが、実際は弱点を克服する努力をして文武両道となった。ほぼ常に敬語で話し毅然とした態度でいるが、親に対してはくだけた口調で年相応に甘えることもある。音痴。
性的な発言を一切いとわず、他人の勃起の気配を感じ取る特技を持ち、勃起を感知してはそれをよく指摘する。また本人もよく興奮してしまう方で、習慣的にオナニーを行っており、その事実を隠すこともない。
パンチラしても全然気にしないが、ノーパン状態を見られるのはさすがに恥ずかしいらしい。
亮のことをイケメンと思っている。
便利屋の仕事に誇りをもっており、電気工事士の資格を持つなど便利屋としては非常に優秀で、将来は便利屋を継ごうと考えている。ほぼ男子しかいない工業高校に通っているのも便利屋の仕事に役立つと考えたから。
高村に対しては当初は素っ気ない態度をとっていたが、自分の変態的な言動を受け入れてくれる高村に懐くようになる。次第に恋愛的な好意を抱くようになり、彼が他の女性と接近するとやきもちをやくなど、独占欲も見せるようになる。
高村 亮（たかむら りょう）
声 - 福島潤
眼鏡をかけた男性。便利屋甘栗の社員。
便利屋に就職したものの、母親には収入や景気の面で不安がられている。生粋の童貞で性欲が旺盛で、自慰を毎日しているにもかかわらずしょっちゅう勃起してしまう。
いつも千子に振り回されているが、自身も変態的な言動で逆に千子を引かせることがあり、千子に負けず劣らずの変人である。勉強は杉田より優秀で、千子の勉強を見てあげたこともある。祭りの遊びが得意。
童貞だがルックスはいい方で、幼少期から流河に好意を寄せられていたり、女性にもてる描写もあるが、本人は気づいてない。
千子に好意を持っているが、なかなか素直になれない。
休日は家でだらけていたいと思っている。
杉田 航平（すぎた こうへい）
声 - 近藤孝行
細目の男性。高村の幼馴染で親友。便利屋 甘栗の社員。趣味は釣り。
基本的には穏やかな人柄で、暴走しがちな高村を諌める常識人だが、周囲の変人たちの奇行に対して怒ることも少なくない。怒ると目が開く。根はドSで、酔うと毒舌になる。高村と違って経験済み。かなりの巨根で、流河からは「ビッグマウンテン」と呼ばれる。
瀬戸 流河（せと るか）
声 - 巽悠衣子
高村の年下の従妹。大学生。
幼少期から高村のことが大好きで、彼のことを「亮にぃ」と呼ぶ。優しい性格で、清楚でルックスも良いのでよく告白されるが、高村のことが好きなので全て振っている。
千子に振り回されている高村を心配して自身も便利屋 甘栗でバイトするようになったが、千子の影響でエロいことばかり考えるようになり、ちんこにかなり興味を持っている。
欲求不満でスマホで「ちんこ」と検索してしまいそうになっている。
高校時代は陸上でインターハイに出場経験がある。金魚すくいは亮以上の腕前。
桃木 りり（ももき りり）
声 - 小野早稀
千子に弟子入りした女子高生。千子の影響を強く受けた結果、学校では「勃起ちゃん」と呼ばれることに。
スピンオフ『セキララ姫とマイナス王子』は、りりを主人公の一人としてその学校生活を描く。
星 夏樹（ほし なつき）
声 - 白石稔
千子と同じ高校へ通う同級生の不良男子。千子に一目惚れするが、勃起角度の不足を理由に振られる。入学当初は金髪だったが、便利屋甘栗へのアルバイト開始時に杉田に命じられて黒髪になった。実はオタクで美少女の絵を描くことが得意。
不良なのにいつの間にか、漫研にしか友人がいないことに気づいてしまっている。
水上 麗紗（みなかみ りさ）
流河の大学の友人。ギャル。
周囲からは「リサ」と呼ばれる。杉田に好意を寄せる。見た目はギャル。
実は大学デビューで、そんなに経験はない。
亮とあまり話したことがなかったため、杉田を待つ間に、女性慣れしていない亮の反応が面白かったためからかったりした。
メグ
流河とリサの大学の友人。千子から「ちんこ師匠」と呼ばれている。
アキという彼氏がおり、男性経験を千子たちを集めて語っている交際も男性経験もアキしかいないため、経験人数は1人。
リサとは高校時代からの友人。
小野寺 翔太（おのでら しょうた）
イケメン男子高校生。イケメンは勃起しないと発言したことから「不能くん」と呼ばれている。
スピンオフ『セキララ姫とマイナス王子』のもう一人の主人公。
進藤 絵留子（しんどう えるこ）
『進撃のえろ子さん 〜変なお姉さんは男子高生と仲良くなりたい〜』の主人公。アカウント名「進撃のえろ子」を持つ27歳のニートであるが、エロい妄想を呟いていたらフォロワー数10万人の人気アカウントになっていた。よく「えろ子」といい間違えられるらしい。部屋着はチューブトップに前を開けたパーカー、ホットパンツと露出度が高く、おへそが見えている。
ニート生活も貯金が底をついたため就いた職業が、便利屋甘栗である。初日早々社長代理の杉田を見て「ち○こでかそう」と妄想している。最初の仕事で先輩である高校生の星クンにひとめぼれしてしまい、自己紹介で25歳とサバを読んでしまう。仕事中は星クンの妄想ばかりして、ついには「裸の男子高校生を抱きしめたい」という妄想を実現してしまう。星クンからは聖母と思われている。
星クンは高校生だから暴走しないようにしようと必死に我慢していたところ、星クンから告白されて付き合うことになる。
「夏休みの間住み込みでプログラミングを教えてほしい」と言われ、夏休みの最後にエッチをする約束までするが、一緒に入浴したことをきっかけに我慢できなくなり、自分から星クンを誘い、処女を捧げた。
太田 心春（おおた こはる）
星クンの幼馴染みの女子高生で、明るくて人懐っこい性格。星クンのことは「ナッ君」と呼んでいる。絵留子の隣の部屋に住んでいる。得意料理はポテトサラダ。「進撃のえろ子」の大ファン。

## 書誌情報
- 此ノ木よしる 『変女 〜変な女子高生 甘栗千子〜』 白泉社〈ジェッツコミックス→ヤングアニマルコミックス〉、既刊20巻（2025年5月29日現在）
  1. 2014年6月27日発売[14]、ISBN 978-4-592-14193-8
  2. 2015年8月28日発売[15]、ISBN 978-4-592-14194-5
  3. 2015年11月27日発売[16]、ISBN 978-4-592-14195-2
  4. 2016年4月28日発売[17]、ISBN 978-4-592-14196-9
  5. 2016年8月29日発売[18]、ISBN 978-4-592-14197-6
  6. 2017年1月27日発売[19]、ISBN 978-4-592-14198-3
    - 『ドラマCD付き限定版』 同日発売[20]、ISBN 978-4-592-10570-1

  7. 2017年7月28日発売[21]、ISBN 978-4-592-14199-0
    - 『ドラマCD付き限定版』 同日発売[22]、ISBN 978-4-592-10581-7

  8. 2017年11月29日発売[23]、ISBN 978-4-592-14888-3
  9. 2018年3月29日発売[24]、ISBN 978-4-592-14889-0
  10. 2018年7月27日発売[25]、ISBN 978-4-592-14890-6
  11. 2018年11月29日発売[26]、ISBN 978-4-592-16291-9
  12. 2019年3月29日発売[27]、ISBN 978-4-592-16292-6
  13. 2019年7月29日発売[28]、ISBN 978-4-592-16293-3
  14. 2020年1月29日発売[29]、ISBN 978-4-592-16294-0
  15. 2021年6月29日発売[30]、ISBN 978-4-592-16295-7
『セキララ姫とマイナス王子』第1話を併録
  16. 2021年11月29日発売[31]、ISBN 978-4-592-16296-4
『セキララ姫とマイナス王子』第2話を併録
  17. 2023年1月27日発売[32]、ISBN 978-4-592-16297-1
『セキララ姫とマイナス王子』第3話を併録
  18. 2023年9月29日発売[33]、ISBN 978-4-592-16298-8
  19. 2024年8月29日発売[34]、ISBN 978-4-592-16299-5
  20. 2025年5月29日発売[35]、ISBN 978-4-592-16300-8
- 此ノ木よしる 『進撃のえろ子さん 〜変なお姉さんは男子高生と仲良くなりたい〜』 白泉社〈ヤングアニマルコミックス〉、既刊8巻（2025年2月28日現在）
  1. 2020年1月29日発売[36]、ISBN 978-4-592-16481-4
  2. 2020年5月29日発売[37]、ISBN 978-4-592-16482-1
  3. 2020年10月29日発売[38]、ISBN 978-4-592-16483-8
  4. 2021年6月29日発売[39]、ISBN 978-4-592-16484-5
  5. 2022年8月29日発売[40]、ISBN 978-4-592-16485-2
  6. 2023年5月29日発売[41]、ISBN 978-4-592-16486-9
  7. 2024年2月29日発売[42]、ISBN 978-4-592-16487-6
  8. 2025年2月28日発売[43]、ISBN 978-4-592-16488-3

## ゲーム
三国志大戦
セガ・インタラクティブのアーケードゲーム。
2018年8月より、本作の千子をモデルにした賈南風（声 - 小清水亜美）が登場している。